# Carlo Tessarini

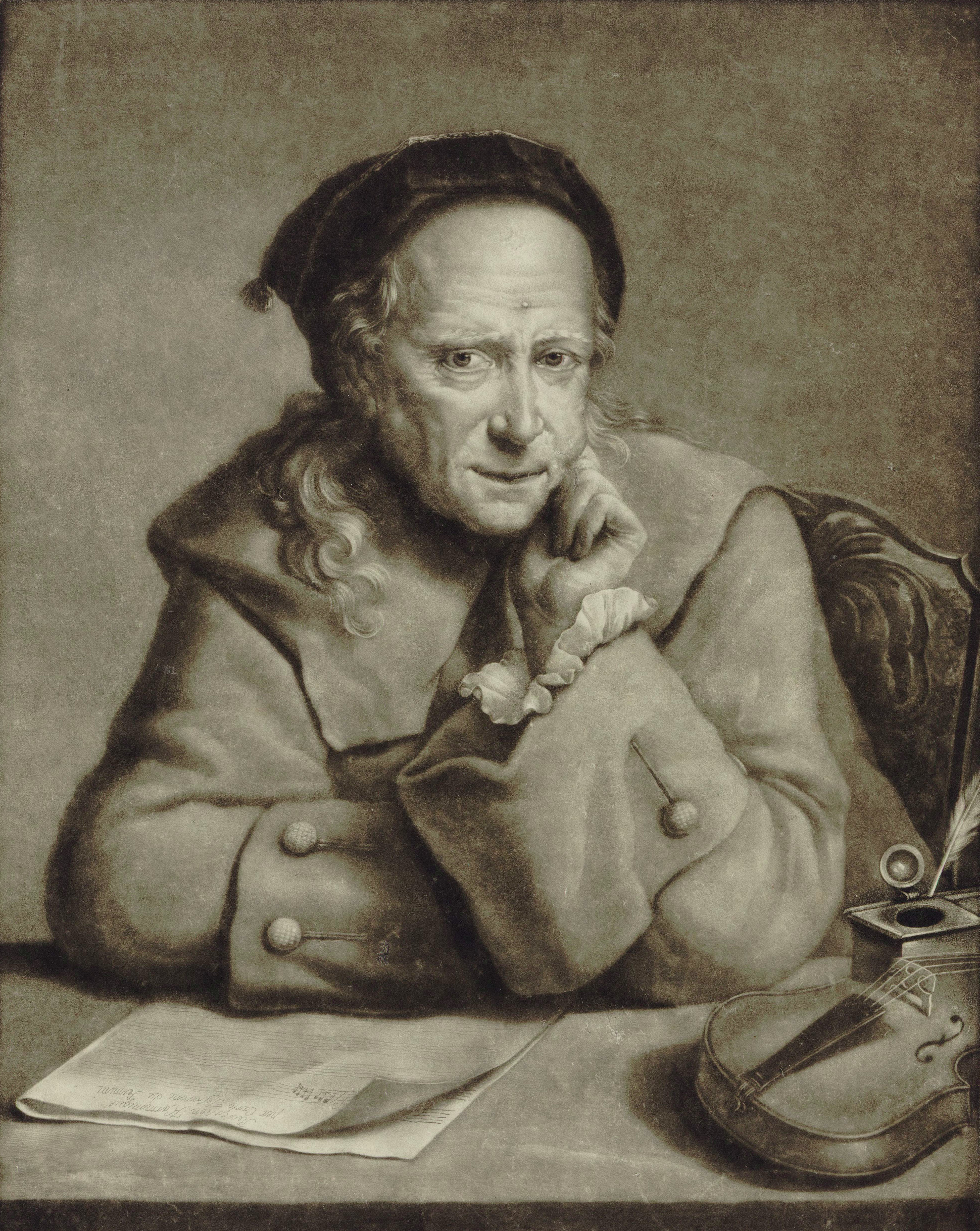
Een portret van Carlo Tessarini.

Carlo Tessarini (Rimini, 1690 - Amsterdam (?), 15 december 1766) was een Italiaans violist, componist en uitgever uit het late barok-tijdperk.

## Levensloop
Carlo Tessarini werd geboren in een familie van zeelieden. Van zijn kinderjaren en zijn studies is weinig bekend. Sommige bronnen veronderstellen dat hij zijn muzikale opleiding heeft genoten in Venetië. Waarschijnlijk was hij een leerling van Antonio Vivaldi en Arcangelo Corelli. Zijn stijl doet dit ernstig vermoeden. Van 1716 tot 1729 was hij muzikaal leider bij het beroepsorkest van „Ospedaletto“. Ook ging hij in 1729 zijn eigen muziek publiceren bij de uitgeverij van zijn broer. Zijn muziek is verspreid over heel Europa, wat inhoudt dat hij in zijn tijd een bekend musicus moet zijn geweest.
Tessarini was een vioolvirtuoos met veel optredens binnen Europa, en hij werd al snel een beroemdheid. Hij was van 1738 tot 1742 Kapellmeister in Brünn. Daarna verbleef hij in Rome en Napels, later vertrok hij opnieuw naar het buitenland. Hij bezocht Parijs, Brussel, Amsterdam, Nijmegen, Arnhem, Groningen en Frankfurt, om daar concerten te geven. In 1766 is hij vermoedelijk in Amsterdam overleden. Carlo Tessarini was niet alleen een beroemd violist maar ook een gevierd componist, die uitsluitend instrumentale muziek heeft geschreven. Er zijn talrijke persartikelen over zijn optredens uit die tijd. Hij schreef werken voor viool, en diverse symfonieën. Omdat Tessarini vrij laat begon met het publiceren van zijn werk zijn er bij sommige werken twijfels of deze echt van Tessarini zijn. De stijl doet die echtheid echter wel vermoeden. Zijn latere werk is geschreven in een melodieuze belcantostijl, zeer galant en goed in het gehoor liggend.

## Werken
- op.1 12 Sonate a violino e basso (Venetië, 1729)
- op.2 Il Maestro e Discepolo, Divertimenti da Camera a due violini (Urbino, 1740)
- op.3 Allettamenti da camera a violino solo e violoncello (Rome, 1740)
- Gramatica di musica. Insegna il modo facile e breve per bene impre di sonare il violino..... (Rome, 1741)
- op.4 6 Trattimenti a violino e basso (Rome, 1742)
- op.5 5 Sonata a tre da camera con due violini e basso continuo (Parijs, 1743)
- op.6 Sei trio a due violini e basso (Parijs, 1744)
- op.7 6 Sinfonie a due violini e basso (Parijs, 1744)
- 12 Concerti à 5 con violino obligato (Parijs, 1745)
- op.8 6 Sonate a violini solo e basso (Parijs, 1747)
- op.9 6 Sonate da camera e chiesa a due violini e baso con pastorella (Parijs, 1747)
- Nouvelle méthode pour apprendre par théorie dans un mois de temps à jouer le violon, divisé en trois classes, avec des leçons à deux violons par gradation (Luik, 1750)
- op.10 Contrasto armonico a tre violini e basso con sui rinforzi (Parijs, 1753)
- op.14 Sei sonate a violino ò flauto traversière e cemabalo (Parijs, 1748)
- op.15 Trattimento musicale sei duetti a due violini o pardesus de viole cenza basso (Parijs, 1750)
- op.16  6 Sonate a violino solo, violoncello e cimbalo (Parijs, 1753)
- op.19 Grandes Ouvertures
- op.20 Grandes Sinfonies
- L'Arte di nuova modulacione. Capricio musicale a VII partie (Parijs, 1762)
- Pantomime a due violini o sia pardesus de viola o due violoncelli (Parijs, 1763)

- Biblioteca Nacional de España: XX1605324
- Bibliothèque nationale de France: cb147957885 (data)
- Gemeinsame Normdatei: 119411903
- International Standard Name Identifier: 0000 0000 8378 0022
- Library of Congress Control Number: n85290543
- MusicBrainz: 277aa92b-1cb0-4a48-ac29-fa929ab6c18a
- Nationale Bibliotheek van Tsjechië: jn20040127020
- Nationale Bibliotheek van Israël: 987007453805605171
- Nederlandse Thesaurus van Auteursnamen: 097391239
- SNAC: w63v3hg0
- Virtual International Authority File: 44491576
- WorldCat: E39PBJyMjgBTdthrkDDcB7CCwC